# Nieriungri
Nieriungri (ros. Нерюнгри) – miasto w azjatyckiej części Rosji, w Jakucji.
Leży u podnóża Gór Stanowych, u ujścia rzeki Nieriungri do rzeki Czulman (dopływ Timptonu); ok. 650 km na południowy zachód od Jakucka; główne miasto Południowojakuckiego Zagłębia Węglowego; ośrodek wydobycia węgla kamiennego; przemysł maszynowy; fabryka domów; elektrownia cieplna; połączenie kolejowe w kierunku południowym z Tyndą i Tommotem na północ; w pobliskiej miejscowości Czulman port lotniczy. Powstało w 1975 r. w wyniku połączenia kilku osiedli górniczych, w tym samym roku uzyskało prawa miejskie.

## Nauka i oświata
W mieście znajduje się Instytut Techniczny, będący filią Północnowschodniego Uniwersytetu Federalnego.